# Nicolas Economou
Pour les articles homonymes, voir Economou.
Nicolas Economou (en grec moderne : Νικόλας Οικονόμου ; Nicosie, 11 août 1953 – 29 décembre 1993) est un pianiste et compositeur chypriote.
Pianiste aux dons précoces, Nicolas Economou attire l'attention internationale en 1969, lors du Concours Tchaïkovski, alors qu'il a seize ans. Après ses études au Conservatoire Tchaïkovski à Moscou, il s'installe finalement à Munich via Düsseldorf. À partir de là, il s'établit à travers l'Europe comme un pianiste, compositeur, arrangeur, chef d'orchestre et organisateur de festivals de musique. En décembre 1993, Economou est tué dans un accident de voiture à Chypre, alors qu'il roulait de nuit dans un épais brouillard.

## Biographie

### Talent précoce
Nicolas Economou est le premier enfant de sa famille. Ses parents, qui aimaient la musique classique, décident de lui faire découvrir la musique comme un exutoire créatif plutôt que dans l'idée d'une carrière. À l'âge de cinq ans, il commence ses premières leçons de piano et il y révèle vite son talent extraordinaire pour l'improvisation au clavier et la composition de courtes pièces de musique. Quand Sólon Michailídis, le célèbre compositeur chypriote, chef d'orchestre, musicologue et ami de la famille l'entend jouer pour la première fois, alors que Nicolas Economou n'avait pas encore sept ans, il déclare : « Cet enfant est une bénédiction pour ses parents, Chypre et le monde ». Sur ses conseils, Economou entame sa formation musicale avec George Arvanitakis.
Le tournant dans la vie d'Economou intervient lorsqu'il a dix ans, avec la décision d'une carrière musicale pour l'enfant. De nouveau, Sólon Michailídis, qui suivait les progrès d'Economou, a suggéré que son éducation musicale devrait être poursuivie en dehors de Chypre, où il aurait de plus grandes opportunités. En septembre 1964, après une audition, il est admis à l'école spéciale de musique du conservatoire Tchaïkovski de Moscou, une école préparatoire pour les jeunes se destinant à entrer au Conservatoire. Il travaille avec Rimma Hananina. En décembre de cette année, à Athènes, il remporte le concours panhellénique des jeunes musiciens jusqu'à dix-sept ans, le « Keti Papaioannou ». Les événements eux-mêmes étaient en train de former le cours de la vie d'Economou. L'année suivante, à douze ans, loin de sa famille et de sa culture, il commence ses études musicales à Moscou.
Après trois années d'études, son professeur de piano suggère que Nicolas Economou devrait participer au célèbre concours international de musique, le Concours Tchaïkovski. Après une année de préparation, a seize ans, il participe au concours, gagnant des commentaires favorables de la presse, de la radio et de la télévision. L'année suivante, il est admis au Conservatoire Tchaïkovski. Il quitte Moscou en 1972 et réside à Düsseldorf, en Allemagne, avant de s'installer à Munich.
Nicolas Economou est le père de Semeli Economou de son premier mariage à la Greco-américaine, née Maritsa Tsirigos. Depuis 1988 jusqu'à sa mort, il vivait avec la commanditaire et philanthrope Maja Hoffmann.

### Pianiste
En tant qu'interprète, il apparaît en Europe, aux États-Unis, au Canada ainsi qu'en URSS, Japon, Islande et Israël. Il joue en solo et avec des orchestres et d'autres célèbres interprètes et des compositeurs, tels que Martha Argerich, Rodion Shchedrin, Sviatoslav Richter, Michel Béroff, Chick Corea. En plus des concerts avec Martha Argerich et Chick Corea, il enregistre également avec eux.

### Compositeur
Economou étudie la composition avec Vladislav Zolotaryov et Wilhelm Killmayer. Il compose de la musique pour piano, pour petits ensembles, de la musique symphonique et de la musique de film. Plusieurs de ses compositions sont basés sur des thèmes et des rythmes chypriotes et la Méditerranée. Parmi ses compositions citons : Children Studies, Sonate pour Chick (dédiée à Chick Corea) pour piano, Cyprus Picture et Cyprus Dances pour un ensemble de huit musiciens. Il écrit les bandes originales de douze films, dont Rosa Luxemburg et Die bleierne Zeit, réalisés par Margarethe von Trotta.
Economou a également arrangé la Suite de Casse-noisette de Tchaïkovski (écrit à l'origine pour orchestre) pour deux pianos, dédié à sa fille (Semele) et la fille de Martha Argerich (Stephanie). Les interprètes et des critiques ont fait l'éloge de cet arrangement, car toutes les couleurs musicales interprétées par l'orchestre sont très bien véhiculées par les deux pianos. Economou a également arrangé les Quatre Saisons de  Vivaldi, pour quatre pianos.

### Chef d'orchestre et organisateur
En 1978, avec la collaboration de la ville de Munich, Economou organise une « semaine chypriote », avec des artistes en provenance de Chypre : acteurs, musiciens, peintres, sculpteurs et l'artiste interprète, Paphios. Economou fonde également le « Solisten Ensemble » à Munich, avec qui il interprète une partie de ses compositions et des œuvres d'autres compositeurs. Il est le cofondateur du Münchner Klaviersommer (Été piano de Munich). En février 1992, il organise à Venise, la première d'une série de festivals de piano, qu'il avait l'intention d'établir en Europe avec le titre de « Pianisti non-Solo ».
En tant que chef d'orchestre, il dirige l'Orchestre de chambre de Moscou, l'Orchestre symphonique de la radio Bavaroise, l'Orchestre des jeunes et l'Orchestre de l'Opéra de La Fenice de Venise.

### Caractère
Economou était un penseur et exprime nombre de ses pensées et de ses idées dans une œuvre littéraire, en poésie ou en prose. Il était un citoyen du monde et a refusé d'accepter les frontières, au sens géographique du terme, dans l'expression artistique ou les idées.
Il avait beaucoup d'amis connus, non seulement des musiciens, mais aussi les personnes provenant de diverses origines intellectuelles. Parmi eux, figure le regretté philosophe et dramaturge Friedrich Dürrenmatt, avec qui il avait un lien spécial. Parmi d'autres : Arthur Miller et sa famille, Rodion Shchedrine et le légendaire Maja Plisestkaya et Maria Schell, Volker Schlondorff et Margarethe von Trotta. En Grèce, il avait des liens étroits avec Sólon Michailídis et Mános Hadjidákis.
Même s'il a passé presque toute sa vie loin de sa terre natale, il est resté profondément un Chypriote à l'intérieur, avec toutes les caractéristiques des peuples de la Méditerranée. Il n'a jamais perdu le contact avec son île et lors de ses visites à Chypre, il a utilisé ce temps pour se mélanger avec des gens de toutes sortes, indépendamment de leurs origines. Il a beaucoup apprécié la discussion politique et pouvait engager avec impatience des discussions sur la vie et des questions philosophiques. Il a toujours été franc et direct et n'avait pas d'inhibitions pour exprimer un avis. Pour cela, il a été beaucoup respecté.

## Reconnaissance et récompenses
En reconnaissance de ses services et de sa contribution à la culture et à l'art en général, Economou a été honoré à diverses reprises par plusieurs organismes.
- 1979 : la municipalité de Munich lui rend hommage, pour sa contribution aux arts, en tant que compositeur et interprète de musique classique et moderne, avec le prix du « Meilleur Interprète de l'année ».
- 1983 : la télévision bavaroise produit un portrait documentaire d'Economou, de plus d'une heure, dans lequel figurent toutes les facettes de sa vie créatrice. Le film, intitulé Kreisleriana (d'après l'œuvre de Schumann) est réalisé par Klaus Voswinkel.
- 1988 : un siège au Théâtre du Prince-Régent de Munich porte son nom, à côté des fauteuils dédiés à d'autres artistes.
- 1991 : à Chypre, il est honoré avec le prix « Tefkros Anthias et Theodosis Pierides ».
- 1992 : en raison de sa contribution exceptionnelle à la musique, il a été accepté en Europe par l'une des éminentes sociétés, l'Academia Scientiarum et Artium Europaea (L'Académie Européenne des sciences et des arts), dont les membres sont notamment, des lauréats du prix Nobel, des politiciens, des artistes, des dignitaires de l'Église.

## Musique de films
- 1981 : Les Années de plomb de Margarethe von Trotta
- 1983 : L'Amie de Margarethe von Trotta
- 1984 : Marlene, documentaire sur Marlene Dietrich de Maximilian Schell
- 1986 : Rosa Luxemburg de Margarethe von Trotta

## Discographie
L'enregistrement avec Chick Corea, intitullé À deux pianos, est le fruit d'une série de concerts en Allemagne, en 1981 et 1982, au cours de laquelle les deux musiciens interagissent l'un avec l'autre, en improvisant dans leur propre style. Il a également gravé deux autres albums récitals.
La fondation Nicolas Economou, créée à titre posthume, a publié sept disques sous le titre d'une série : L'Art de Nicolas Economou, compilation de plusieurs heures d'enregistrements qu'Economou laisse derrière lui.
- L'art de Nicolas Economou, vol. 1 : Liszt, Sonate en si mineur ; Schumann, Papillons, op. 2 ; Arabesque, op. 18 (Munich, janvier 1980/mai 1989, Suoni e Colori SC 53011)[3] (OCLC 646425276)
- L'art de Nicolas Economou, vol. 2 : Schumann, Kreisleriana, op. 16 ; Fantaisie, op. 17 (mai 1989/mars 1991, Suoni e Colori)[4] (OCLC 936941508)
- L'art de Nicolas Economou, vol. 4 : Rachmaninoff, Rhapsodie sur un thème de Paganini opus 43 ; Danses symphoniques opus 45 - Nicolas Economou et Martha Argerich ; dir. Miltiades Caridis (1983/octobre 1986, Suoni e Colori SC 53014) (OCLC 658864796)
- L'art de Nicolas Economou, vol. 6 : Beethoven, Sonate pour piano n° 12, op. 26 ; Sonate n° 28, opus 101 ; Six bagatelles, op. 126 (mai 1989, Suoni e Colori) (OCLC 658714781)
- L'art de Nicolas Economou, vol. 7 : À deux pianos - Chick Corea et Nicolas Economou (concert Munich, 24 juin 1982, Suoni e Colori SC 53017) (OCLC 658917837)
- Tchaikovski, Suite de Casse-Noisette, op. 71a - Nicolas Economou et Martha Argerich (mars 1983, DG) (OCLC 441281856) — transcription pour deux pianos de Nicolas Economou
- Rachmaninoff, Danses symphoniques - Nicolas Economou et Martha Argerich (1983, DG 410 616-2) (OCLC 610014238)
- On two pianos - Chick Corea et Nicolas Economou (1983, DG) (OCLC 782033548)
- Moussorgski, Tableaux d'une exposition ; Schumann, Kreisleriana (mai 1989, DG 431 972-2) (OCLC 34779298)

## Filmographie
- Kreisleriana, portrait de Nicolas Economou, documentaire de Klaus Voswinckel, Bayerischer Rundfunk, 1983
- Remembering Nicolas Economou, documentaire de Steve Sklair, produit par le ministère de l'éducation et de la culture de Chypre, la ville de Nicosie et la fondation Nicolas Economou (1 h 30, 2012)[5],[6]
- Friedrich Gulda & Friends, avec Herbie Hancock, Nicolas Economou, Friedrich Gulda et Chick Corea (Enregistrement de concert du Münchner Klaviersommer, 2 DVD Arthaus, 2013) (OCLC 1102720599)